# Ján Mucha
Ján Mucha, född 5 december 1982, är en slovakisk före detta fotbollsmålvakt. Han spelade för det slovakiska landslaget.